# ألفا روميو سبرينت
ألفا روميو سبرينت (بالإنجليزية: Alfa Romeo Sprint)‏هي سيارة تم إنتاجها من قبل شركة ألفا روميو للسيارات الإيطالية.